# Tarsali
Tarsali è una suddivisione dell'India, classificata come census town, di 26.709 abitanti, situata nel distretto di Vadodara, nello stato federato del Gujarat. In base al numero di abitanti la città rientra nella classe III (da 20.000 a 49.999 persone).

## Geografia fisica
La città è situata a 21° 51' 10 N e 73° 09' 52 E.

## Società

### Evoluzione demografica
Al censimento del 2001 la popolazione di Tarsali assommava a 26.709 persone, delle quali 14.222 maschi e 12.487 femmine. I bambini di età inferiore o uguale ai sei anni assommavano a 3.146, dei quali 1.767 maschi e 1.379 femmine. Infine, coloro che erano in grado di saper almeno leggere e scrivere erano 21.205, dei quali 11.869 maschi e 9.336 femmine.